# Call of Duty: Modern Warfare (2019)
Call of Duty: Modern Warfare là trò chơi điện tử thuộc thể loại bắn súng góc nhìn thứ nhất (first-person-shooter) được phát triển bởi Infinity Ward và phát hành bởi Activision. Đây là phiên bản thứ 16 của loạt game Call of Duty, cũng như là phiên bản tái khởi động (reboot) của dòng game Chiến tranh hiện đại (Modern Warfare).   Game được ra mắt toàn cầu vào 25 tháng 10 năm 2019 cho các hệ máy PlayStation 4, Windows, and Xbox One.
Bối cảnh của game diễn ra dựa trên các yếu tố hiện thực và hiện đại. Cốt truyện của trò chơi xoay quanh một sĩ quan CIA và lực lượng SAS của Anh khi họ hợp tác với phiến quân từ đất nước hư cấu Urzikstan để cùng nhau chống lại quân đội Nga xâm chiếm đất nước Urzikstan và lực lượng khủng bố Al-Qatala. Chế độ Special Ops của trò chơi có các nhiệm vụ chơi hợp tác (co-op) dựa trên mạch truyện chính. Chế độ nhiều người chơi (multiplayer) hỗ trợ nhiều người chơi đa nền tảng. Đây là lần đầu tiên trong loạt game hỗ trợ tính năng này. Game đã được làm lại về nhiều mặt, khiến nó trở nên chiến thuật hơn; đồng thời giới thiệu các tính năng mới, chẳng hạn như chế độ "Realism" loại bỏ HUD, cũng như chế độ Ground War hỗ trợ lên đến 64 người chơi.
Studio Infinity Ward bắt đầu phát triển trò chơi ngay sau khi phát hành tựa game Call of Duty: Infinite Warfare ra măt hồi năm 2016. Họ đã giới thiệu một engine hoàn toàn mới cho game, cải thiện môi trường chi tiết hơn và hỗ trợ tính năng "ray-tracing". Đối với phần chơi đơn (single-player), cốt truyện của game dựa trên các cuộc xung đột ngoài đời thực, như Nội chiến Syria và các vụ khủng bố đã xảy ra ở London. Đối với chế độ chơi mạng (multiplayer), nhà phát triển đã loại bỏ các thẻ mùa (Season Pass) truyền thống của cả dòng game, cùng với các hộp loot-box, cho phép họ có thể phát hành những nội dung miễn phí sau khi game ra mắt đến người chơi, dưới dạng "Seasons".
Modern Warfare nhận được nhiều lời khen ngợi về gameplay, chế độ chơi đơn, chơi mạng và đồ họa. Tuy nhiên, có một số ý kiến chỉ trích trò chơi, nhất là về nội dung cốt truyện, cũng như tình trạng thiếu cân bằng trong chế độ chơi mậng. Ngoài ra, đã có những tranh cãi và ý kiến liên quan đến việc xuyên tạc, bôi nhọ hình ảnh Chính phủ và quân đội Nga.
Phần tiếp theo của game, có tiêu đề Modern Warfare II, đã được Activision công bố và phát hành vào 28 tháng 10 năm 2022.

## Gameplay

Người chơi có thể sử dụng thiết bị nhìn đêm (night-vision) nhằm phá hủy địa hình và tiêu diệt mục tiêu.

### Chơi đơn
Phần chơi đơn của Modern Warfare tập trung vào yếu tố thực tế và các lựa chọn chiến thuật dựa trên phạm trù đạo đức, trong đó người chơi sẽ được đánh giá và chấm điểm ở cuối mỗi màn chơi. Chẳng hạn, người chơi phải nhanh chóng xác định liệu một nhân vật trong game (NPC) có phải là mối đe dọa nguy hiểm hay không, như một phụ nữ tay không được cho là đang lấy súng, nhưng sau đó bế con của mình lên che chắn. Hệ thống chấm điểm này, còn được gọi là Điểm đánh giá mối đe dọa, có phạm vi từ hạng A đến F, dựa trên số lượng người dân bị người chơi làm bị thương hoặc giết. Phần thưởng trong game được trao tặng cho những người chơi có điểm cao. Các cuộc đối thoại nhân vật sẽ khác nhau tùy thuộc vào sự lựa chọn của người chơi trong trò chơi. Các quyết định, lựa chọn chiến thuật cũng được đưa vào, chẳng hạn như người chơi sử dụng súng bắn tỉa trong môi trường rộng lớn để tiếp cận các mục tiêu theo thứ tự phi tuyến tính, và lựa chọn bắn hết các loại nguồn gây sáng (như bóng đèn) để giữ yếu tố bí mật khi di chuyển, và sử dụng kính nhìn đêm trong quá trình tấn công.

### Chơi mạng
Phần chơi mạng của trò chơi đã được sửa đổi ít nhiều để cho phép game mang tính chiến thuật nhiều hơn, bao gồm tập trung vào việc khám phá bản đồ, phá cửa tấn công và chế độ "Realism" loại bỏ màn hình HUD. Bản đồ mini ban đầu được gỡ bỏ và thay thế bằng hệ thống định vị kiểu la bàn, đòi hỏi người chơi phải nhìn bằng mắt thường để nhận diện đồng đội và đối thủ. Sau khi nghe những phản hồi từ bản thử nghiệm (beta( chơi mạng, Infinity Ward đã triển khai lại bản đồ mini nhưng đã loại bỏ sự xuất hiện của các chấm đỏ đại diện cho người chơi kẻ thù (trừ khi sử dụng killstreak UAV).
Chế độ chơi mạng cũng có sự trở lại của các Killstreaks (phần thưởng dựa trên số mạng kẻ địch mà bạn tiêu diệt). Tuy nhiên, Killstreak có thể được chuyển đổi thành Thẻ điểm để sử dụng một kỹ năng trong trò chơi gọi là "Pointman". Chế độ chơi mạng chứa nhiều người chơi hơn trong bản đồ so với các phần trước, với chế độ mới gọi là "Chiến tranh mặt đất" với hơn 100 người chơi trong một bản đồ, trong khi ngược lại, một chế độ mới khác, "Gunfight", chỉ có hai đội chơi gồm hai người chơi đấu với nhau trong các trận đấu nhỏ kéo dài 40 giây một vòng. Trò chơi cũng cho phép người chơi cải tiến và tùy biến vũ khí của mình chẳng hạn như lắp thiết bị giảm thanh, gắn đèn pin, laser, băng đạn mở rộng, kính ngắm và đổi cỡ đạn.
Call of Duty: Modern Warfare (2019) là phần game đầu tiên trong series (kể từ Call of Duty: Ghosts năm 2013) không có chế độ Zombies, thay vào đó là chế độ "Special Ops" đã từng có mặt trước đây trong Call of Duty: Modern Warfare 2 và Call of Duty: Modern Warfare 3.

## Cốt truyện

### Phần chơi đơn (Campaign)
Năm 2019, CIA phát hiện 1 cơ sở lưu trữ các kiện hàng có thể là vũ khí hóa học tại Verdansk, Nga, đang chuẩn bị trên đường đến Urzikstan. Cơ sở này được điều hành bởi các binh sĩ có mối liên hệ với chính phủ Nga, có móc nối với nhóm khủng bố Al-Qatala. Đặc vụ Alex cùng nhóm đặc nhiệm Mỹ được triển khai đến đây để chặn việc đưa vũ khí hóa học vào đất nước Urzikstan đang xảy ra nội chiến trong suốt 20 năm vì nó có thể gây ra thảm sát hàng loạt, cũng như đe dọa tình hình chung của phương Tây. Tuy nhiên, nhóm đặc nhiệm Mỹ lại bị một lực lượng khác phục kích. Điểm lạ là chúng chỉ phòng vệ cần thiết, lấy kiện hàng và rút ngay sau đó mà không chủ động tiêu diệt hết lính Mỹ. Alex báo lại sự việc cho Kate Laswell về nhiệm vụ thất bại. Laswell tiếp tục nhận tin của tướng Lyons về việc chính phủ Nga đã cắt đứt liên lạc với Mỹ, điều hạm đội vào Biển Đen, sẵn sàng xung đột trực tiếp với lực lượng Mỹ vì hành vi tấn công trên (từ chối thừa nhận các kiện hàng trên là vũ khí hóa học). Dấu vết của người Mỹ có ở khắp mọi nơi và Lyons yêu cầu Laswell phải xác định số vũ khí hóa học trên đang ở đâu, càng sớm càng tốt và tiêu hủy nó. Laswell liên hệ với Đại úy Price, người cũng đang nắm khá rõ tình hình, nhờ giúp đỡ và giảm tình hình căng thẳng với Nga, tránh bùng nổ 1 cuộc chiến tranh thế giới mới.
Tin tình báo cho biết, Al-Qatala có thể sẽ tấn công khủng bố London. Việc này nhằm trả thù các hành vi của Anh khi đưa quân đổ bộ vào quốc gia này. Trung sĩ SAS, Kyle "Gaz" Garrick và đồng đội được điều động đến London để theo dấu nhóm khủng bố. Tuy nhiên, vụ khủng bố vẫn xảy ra trước Quảng trường Piccadilly. Họ cùng cảnh sát London tiêu diệt toàn bộ nhóm khủng bố tại đây nhưng số người thiệt mạng là rất lớn. Theo lời của Price, Alex được cử đến hỗ trợ cho Lực lượng Giải phóng Urzikstan (Urzikstan Liberation Forces - ULF) do Farah Karim lãnh đạo. Farah đồng ý việc tham gia vào quá trình truy vết ngược các kiện hàng vũ khí hóa học trên từ Urzikstan nhưng bù lại, Alex sẽ phải ở lại chiến đấu chống lại lực lượng Nga đang chiếm đóng quốc gia này. Mục tiêu của họ là sân bay chiến lược của Nga, điều này sẽ khiến cho Không quân Nga tại đây yếu đi, tăng lợi thế cho  ULF và thuận đường cho Price và Kyle truy vết nhóm khủng bố bị nghi ngờ đang sở hữu vũ khí hóa học.
Sau vụ khủng bố ở Quảng trường Piccadilly, các nguồn tin tình báo phát hiện 1 căn nhà tại London có thể lưu trữ các thông tin về kẻ đứng đầu Al-Qatala. Price và Kyle cùng đặc nhiêm SAS đột nhập vào đây, tiêu diệt toàn bộ địch và lấy được các thông tin quan trong. Nó bao gồm thông tin vị trí của kẻ đứng đầu Al-Qatala: Omar Sulaman, bí danh "The Wolf". Alex sau đó phối hợp với lực lượng lính thủy đánh bộ Demon Dogs do Trung sĩ Griggs dẫn đầu vây bắt Omar tại bệnh viện Ramaza ở Urzikstan. Chiến dịch thành công, và tất nhiên, Al-Qatala không để yên. Jamal Rahal, biệt danh "The Butcher", cánh tay phải của Omar phát động một cuộc tấn công vào Đại sứ quán Mỹ tại Urzikstan nhằm giải cứu lãnh tụ của tổ chức. Lực lượng Al-Qatala quá đông để nhóm Price, Kyle, Alex và Farah có thể trụ được. The Butcher giải cứu thành công Omar sau khi cho nổ tan bức tường phòng giam giữ hắn.
Việc để sổng mất Omar, đồng nghĩa, cả nhóm không thể tiếp tục truy vết số vũ khí hóa học bị mất. Farah lên kế hoạch chặn đứng nhóm Al-Qatala có Omar khi chúng rút đi tại Xa Lộ Tử Thần – Highway of Death, được biết đến như khu vực mà Nga ném bom trong quá trình xâm lược để chặn dòng người trốn thoát khỏi Urzikstan. Kế hoạch này trở nên tồi tệ hơn khi có sự can thiệp của quân đội Nga, bất ngờ bắn cả vào lực lượng phiến quân và quân khủng bố Al-Qatala. Tình hình biến chuyển bất ngờ khi Hadir yêu cầu Alex cho nổ những xe chở thuốc nổ mà phiến quân mang theo, lộ ra việc toàn bộ số thuốc nổ này đều là chất độc hóa học đã bị đánh cắp tại Verdansk. Số chất độc hóa học phát nổ làm phát tán một lượng lớn khí độc khiến cả ba bên đang bắn giết nhau đều bị thiệt hại về quân số. Cả Farah và Alex đều thoát chết trong gang tấc nhờ mặt nạ phòng độc. Hadir nói chỉ làm thế với kẻ địch vốn đã chơi bẩn với mình, nó trái hoàn toàn với quy tắc của Farah về sử dụng vũ khí hóa học. Hadir bỏ đi ngay sau đó. Nguồn tin của Laswell sau đó cho biết Hadir tham gia vào tổ chức khủng bố Al-Qatala, với mục tiêu tấn công lực lượng Nga và giết chết Tướng Roman Barkov.
Mối thù hằn sâu đậm này xuất phát từ 20 năm trước, khi cả Farah và Hadir chỉ là những đứa trẻ. Cuộc xâm lược của quân đội Nga do tướng Roman Barkov chỉ huy nhằm giành kiểm soát Urzikstan đã biến quốc gia này thành bình địa. Mẹ của 2 người đã chết trong 1 cuộc không kích. Người bố cứu được hai con sau đó chạy thoát về nhà thì bị 1 tên lính Nga vây bắt và bắn chết. 2 anh em này tìm cách trốn thoát bằng cách giết chết kẻ đã hại cha mình, tìm đường trốn ra ngoại ô, dùng súng hạ đám lính và chuẩn bị cướp được 1 chiếc xe tải thì bị Barkov bắt giữ. Sau đó, họ trốn thoát được và tiếp tục lại bị bắt giữ vào năm 2009, 10 năm sau sự kiện trước. Barkov cầm tù và tra tấn hai người, bắt phải khai ra ai là thủ lĩnh của nhóm phiến quân ULF (thực tế chính là Farah). Một cuộc đột kích của lực lượng SAS tại đây, tạo cơ hội cho Farah và Hadir được giải cứu, đồng thời giải phóng cho những tù nhân bị giam giữ khác, nó cũng là cú hích để Karim phát triển lực lượng của mình thành 1 thế lực chống lại ngoại bang và khủng bố mới tại Urzikstan. Người chỉ huy chiến dịch tấn công này không ai khác ngoài Đại úy John Price (lúc này ông còn đang là một Trung úy). Do đó, thực tế 2 người đã biết nhau từ trước và là nguyên nhân chính giúp Alex có thể tiếp cận với nhóm phiến quân này.
Trở lại hiện tại, Hadir phản bội lại ULF với mục tiêu lớn nhất là lợi dụng nhóm khủng bố để tiêu diệt Barkov. Nhóm của Price phải hành động nhanh hơn, Hadir trở thành mục tiêu bắt giữ hàng đầu của cả Mỹ và Nga. Tình báo xác định hang ổ cuối cùng của Omar nằm tại khu núi Aqrus thuộc Urzikstan và đó là nơi tiếp theo nhóm của Price tấn công. Tuy không tìm thấy Hadir, họ tiêu diệt thành công và đưa xác Omar về căn cứ chiến lược nhưng nhận được tin báo từ Laswell rằng hành động sử dụng vũ khí hóa học của Hadir đã làm cho nhóm phiến quân của Farah vào danh sách các mối đe dọa, khủng bố nước ngoài và sẽ bị truy lùng bởi chính phủ Mỹ. Alex thất vọng về quyết định trên, anh quyết định ở lại chiến đấu với phiến quân của Farah. Điều này khiến cho Alex cũng bị đưa vào danh sách đen của chính phủ Mỹ vì quay lưng lại với CIA. Trong khi đó, Laswell không thể giúp đỡ và chỉ có thể điều động quân đội cho Price và Kyle truy lùng tiếp vết tích của Hadir.
Laswell tiếp tục cung cấp các thông tin về việc có thể xảy ra một vụ tấn công trên nước Nga do Hadir thực hiện nhằm vào Barkov. Price và Kyle lập tức đến St. Petersburg, nơi họ gặp lại người quen cũ của Price, Nikolai – một người Nga theo chủ nghĩa yêu nước thực sự. Anh thể hiện rõ quan điểm chống lại các lực lượng Nga mang tính cực đoan. Nikolai cung cấp vũ khí và thông tin về The Butcher, cũng như địa điểm họp bàn kế hoạch tấn công giữa kẻ này và Hadir. Họ bắt được The Butcher nhưng kẻ này ngoan cố không khai, Price đã báo trước với Nikolai đưa vợ con hắn tới gây sức ép. Sau khi biết được thông tin là kế hoạch đã được lên sẵn từ trước, Kyle có quyền lựa chọn việc giết hoặc không giết The Butcher. Kế hoạch của Hadir là tấn công vào một khu nhà của Barkov ở Moldova nhằm bắt giữ gia đình, ép buộc hắn phải ra mặt. Price và Kyle sau đó bắt giữ được Hadir khi anh ta đang đợi Barkov tới. Hadir nói rằng, mọi việc mình làm đều là vì em gái, anh ta và nhóm của Price là cùng một phe chỉ có điều cách thực hiện là khác nhau. Người của Barkov kéo đến san bằng toàn bộ dinh thự ở đây nhưng 3 người cũng đã kịp trốn thoát.
Cả ba tới điểm rút quân, ngoài rìa khu nhà trước khi người của Barkov kéo đến đông hơn. Lúc này Laswell bất ngờ có mặt và nói rằng, phía Nga yêu cầu Mỹ dẫn độ tù binh để thể hiện thiện chí về hành vi tấn công cơ sở vũ khí hóa học. Price không còn cách nào khác phải trao đổi Hadir nhưng ngược lại, vị trí cơ sở sản xuất khí gas của Barkov thì ông giữ. Và quan trọng, họ sẽ phải tấn công nơi đây một cách không công khai, phải kêu gọi sự trợ giúp của cả phiến quân Karim. Hiện tại, phe của Price – Kyle và Farah – Alex trở thành 2 thái cực đối ngược nhau. Farah chĩa súng vào Price khi gặp nhau. Farah nói rằng cô hiểu thế giới này hoạt động như nào nhưng Price nói, vị trí cuối cùng, mục tiêu cuối cùng của Farah đã được tiết lộ. Mũi tên này vừa phá hủy toàn bộ số vũ khí hóa học, vừa tiêu diệt được kẻ reo rắc kinh hoàng cho Urzikstan suốt 20 năm qua, Farah và Alex đồng ý đi theo.
Cuộc chiến cuối cùng nổ ra tại nhà máy khí gas của quân đội Nga do Barkov chỉ huy tại Bắc Geogria. Nhiệm vụ của cả đội là sử dụng thuốc nổ do Nikolai cung cấp phá hủy toàn bộ khu vực. Khi Alex và Farah vào sâu bên trong, họ lại đối mặt với tên lính Nga mặc áo giáp Juggernaut và khẩu PKM . Chật vật 1 hồi mới giết được hắn. Rủi thay kích nổ từ xa của Alex đã bị hư hại khi đấu với tên lính lúc nãy. Điều này khiến cho cả hai phải đưa ra quyết định hoặc Alex, hoặc Farah phải vào để kích nổ tay. Farah đề nghị sẽ là người thực hiện vì đây là mục tiêu của đời cô nhưng Alex cho rằng, nếu cô làm vậy, ai sẽ là người tiêu diệt những kẻ như Barkov. Cuối cùng, Alex vẫn đi vào.
Trong khi đó, Price báo cáo Barkov đang chạy trốn trên 1 chiếc trực thăng. Tất nhiên, Farah đã trốn sẵn đằng sau các kiện hàng. Những cú đâm chí mạng của Farah đã hạ gục Barkov, kết liễu đời tay tướng Nga. Nikolai có nói rằng "Đức mẹ Nga sẽ chứng giám! Giờ ta đi đâu?", Farah nói rằng: "Urzikstan, nhà."
Sau cuộc tấn công vào nhà máy khí gas, Laswell cho biết Nga từ chối thừa nhận Barkov. Cái chết của Barkov không làm cho tình hình bớt căng thẳng. Thay vào đó, một kẻ thù khác đang muốn thay thế kẻ thù cũ, Viktor Zakhaev. Đây chính là con trai thứ của Imran Zakhaev, kẻ từng bị Price bắn gãy tay năm 1996 tại Pripyat. Đoạn này có thể hiểu là việc Nga xác nhận Barkov biến chất móc nối với khủng bố và gieo rắc tại họa lên Urzikstan nhưng nó không liên quan tới Nga. Bản thân nước Nga lúc này đang có sự đối lập của những người "Nga tốt" như Nikolai và "Nga xấu" như Zakhaev. Viktor là "fan lớn" của Hadir và là lý do giải thích tại sao hắn vẫn còn sống. Laswell chắc chắn 1 điều là chúng sẽ giải thoát Hadir bằng cách này hay cách khác. Đây cũng là lý do mà Price muốn tạo lập một đội đặc nhiệm "ngoài pháp luật" nhắm thực hiện những hành vi không được chính phủ công nhận theo nhiều cách thức, kể cả chơi bẩn, mang tên: "Đội đặc nhiệm 141".
Với fan hâm mộ của 3 phiên bản Modern Warfare, Gaz là một cái tên không còn xa lạ. Chính anh là người sát cánh với Đại úy Price xuyên suốt tuyến nhiệm vụ trong Call of Duty 4 và cũng là thành viên đầu tiên bị ngã xuống trước họng súng của tay trùm khủng bố Zakhaev. Tuy nhiên Kyle Garrick không phải thành viên duy nhất mà fan hâm mộ Modern Warfare cảm thấy thân thuộc. Trong cuộc nói chuyện sau đó, tập hồ sơ "ứng viên" mà Laswell trao cho Đại úy Price còn có cả John "Soap" MacTavish, người hy sinh trong nhiệm vụ truy lùng Makarov... cũng như Simon "Ghost" Riley, người "ra đi" cùng Roach trong cảnh tượng đầy đau thương của Modern Warfare 2. Cũng không thể không nhắc đến Tướng Hershel Von Shepherd III, kẻ được nhắc đến trong cuộc trò chuyện giữa Laswell và Price. Ở phiên bản lần này, Shepherd là người giúp Price tập hợp lại những ứng viên cho đội đặc nhiệm... chỉ ra mốc thời gian của phiên bản 2019 xảy ra trước bộ 3 phiên bản Modern Warfare khi mà ông ta vẫn chưa lộ mặt thật.

### Chế độ Nhiệm vụ Đặc biệt (Special Ops)
Sau cái chết của Wolf, Al-Qatala tái xuất hiện với xe tăng, xe bọc thép, trang thiết bị tối tân, đánh bại lực lượng Nga ở Verdansk và chiếm luôn thành phố này. Trạm trưởng Laswell cùng Trung sĩ Kamarov của FSB hợp tác và tập hợp những binh sĩ tinh nhuệ nhất thế giới trong cuộc chiến chống lại mối đe dọa chưa xác định mới. Liên quân, đến từ nhiều quốc gia khác nhau (kể cả Urzikstan), được đặt tên là Armistice, có nhiệm vụ tấn công Al-Qatala ở Verdansk, Họ sớm xác định được một số nhân vật chủ chốt trong tổ chức gồm: Almalik, chủ kho vũ khí ngầm ở Verdansk; "El Traficanté", trùm buôn lậu vũ khí qua lại thường xuyên với Al-Qatala; "The Banker", người đứng đầu mọi hoạt động tài chính của Al-Qatala. Armistice có hơi bất ngờ khi Viktor Zakhaev, con trai thứ của Imran, bí danh "Mr.Z", liên thủ và cũng là kẻ đúng sau sự lớn mạnh đến khó tin của Al-Qatala; "Khaled Al-Asad" hay chính là Hadir Karim, "fan lớn của Viktor", được Viktor giải thoát và đưa lên làm tân thủ lĩnh của tổ chức.

## Tiếp nhận

### Sau khi ra mắt
Xuất hiện tại sự kiện E3 2019, trò chơi đã phải đối mặt với một số tranh cãi do cách game giải quyết các chủ đề quá thực tế, chẳng hạn như giới thiệu những binh lính là trẻ em và khả năng bắn thường dân (bao gồm cả trẻ sơ sinh). Biên tập viên của Escapist Magazine, Ben "Yahtzee" Croshaw đã mô tả màn trình diễn của game là "mười lăm phút giết người tàn nhẫn và máu lạnh" và IGN cho rằng đây là tựa game gây chia rẽ nhất sự kiện.
Các nhà phê bình khác cũng đưa ra nhiều ý kiến trái chiều. Nhớ lại những thành công trong quá khứ của nhiều trò chơi điện tử như là một phương tiện để cung cấp những góc nhìn về xã hội, chiến tranh và xung đột, chẳng hạn như Spec Ops: The Line, This War of Mine, và Call of Duty 4: Modern Warfare, Emma Kent từ trang Eurogamer chỉ trích một màn chơi mà người chơi điều khiển binh lính là trẻ em, điều mà cô cảm thấy đã kết hợp những yếu tố nhạy cảm và bạo lực, được kịch tính hóa thành một trận đánh trùm. Cade Onder của trang GameZone có nhận xét tương tự về việc làm có thể thương vong dân thường và màn chơi có binh lính là trẻ em. Cũng so sánh nó với tựa game Spec Ops: The Line, Onder đã phản ánh về việc liệu việc giết quá nhiều thường dân có khiến trò chơi kết thúc (game-over) hay không.
Bản thử nghiệm (beta) chế độ nhiều người chơi của trò chơi vào tháng 9 năm 2019 đã bị thu hồi không rõ lý do khỏi PlayStation Store ở Nga. Một giả thuyết cho rằng điều này là do những phương tiện truyền thông Nga đã chỉ trích cách miêu tả "tốt hóa" của phe White Helmets trong phần chơi đơn, một tổ chức tình nguyện hoạt động tại các khu vực của Syria do phe đối lập kiểm soát và do Thổ Nhĩ Kỳ chiếm đóng.
Vào tháng 10 năm 2019, Sony thông báo rằng Modern Warfare sẽ không được bán trên hệ thống PlayStation Store ở Nga.

### Doanh thu
Modern Warfare đã kiếm được hơn 600 triệu đô la trong vòng ba ngày đầu tiên phát hành, trở thành trò chơi bán chạy nhất của thương hiệu Call of Duty trong thế hệ console hiện tại, đồng thời phá vỡ một số kỷ lục doanh thu, bao gồm bản game digital mở đầu có doanh thu tốt nhất trong lịch sử của Activision, nhiều bản game kỹ thuật số nhất được bán cho một trò chơi trong ba ngày đầu tiên trên PlayStation 4 và lần ra mắt Call of Duty có doanh thu cao nhất trên PC. Tại Nhật Bản, nó đã được phát hành trong bảng xếp hạng 20 trò chơi điện tử hàng đầu với 117.670 bản được bán ra trong tuần đầu tiên. Vào ngày 18 tháng 12 năm 2019, Activision xác nhận Call of Duty: Modern Warfare đã thu về hơn 1 tỷ đô la doanh thu, và đến tháng 9 năm 2020, trò chơi đã bán được hơn 30 triệu bản được bán trên các nền tảng khác nhau.

### Giải thưởng
| Năm  | Giải thưởng                        | Hạng mục                                                                                               | Kết quả   | Có liên quan  |
| ---- | ---------------------------------- | --- | --------- | ------------- |
| 2019 | Game Critics Awards                | Best Action Game                                                                                       | Đề cử     | [ 31 ]        |
| 2019 | Game Critics Awards                | Best Online Multiplayer                                                                                | Đoạt giải | [ 31 ]        |
| 2019 | 2019 Golden Joystick Awards        | Ultimate Game of the Year                                                                              | Đề cử     | [ 32 ]        |
| 2019 | Hollywood Music in Media Awards    | Original Score - Video Game                                                                            | Đoạt giải | [ 33 ] [ 34 ] |
| 2019 | Titanium Awards                    | Best Action Game                                                                                       | Đề cử     | [ 35 ]        |
| 2019 | The Game Awards 2019               | Best Audio Design                                                                                      | Đoạt giải | [ 36 ] [ 37 ] |
| 2019 | The Game Awards 2019               | Best Action Game                                                                                       | Đề cử     | [ 36 ] [ 37 ] |
| 2019 | The Game Awards 2019               | Best Multiplayer Game                                                                                  | Đề cử     | [ 36 ] [ 37 ] |
| 2020 | 18th Visual Effects Society Awards | Outstanding Visual Effects in a Real-Time Project                                                      | Đề cử     | [ 38 ]        |
| 2020 | Guild of Music Supervisors Awards  | Best Music Supervision in a Video Game                                                                 | Đề cử     | [ 39 ]        |
| 2020 | 23rd Annual D.I.C.E. Awards        | Outstanding Achievement in Animation                                                                   | Đề cử     | [ 40 ]        |
| 2020 | 23rd Annual D.I.C.E. Awards        | Outstanding Achievement in Art Direction                                                               | Đề cử     | [ 40 ]        |
| 2020 | 23rd Annual D.I.C.E. Awards        | Outstanding Achievement in Audio Design                                                                | Đề cử     | [ 40 ]        |
| 2020 | 23rd Annual D.I.C.E. Awards        | Outstanding Technical Achievement                                                                      | Đề cử     | [ 40 ]        |
| 2020 | 23rd Annual D.I.C.E. Awards        | Action Game of the Year                                                                                | Đề cử     | [ 40 ]        |
| 2020 | 23rd Annual D.I.C.E. Awards        | Outstanding Achievement in Online Gameplay                                                             | Đề cử     | [ 40 ]        |
| 2020 | NAVGTR Awards                      | Art Direction, Contemporary                                                                            | Đề cử     | [ 41 ] [ 42 ] |
| 2020 | NAVGTR Awards                      | Game, Franchise Action                                                                                 | Đề cử     | [ 41 ] [ 42 ] |
| 2020 | NAVGTR Awards                      | Graphics, Technical                                                                                    | Đề cử     | [ 41 ] [ 42 ] |
| 2020 | NAVGTR Awards                      | Lighting/Texturing                                                                                     | Đề cử     | [ 41 ] [ 42 ] |
| 2020 | NAVGTR Awards                      | Original Dramatic Score, Franchise                                                                     | Đề cử     | [ 41 ] [ 42 ] |
| 2020 | NAVGTR Awards                      | Use of Sound, Franchise                                                                                | Đoạt giải | [ 41 ] [ 42 ] |
| 2020 | Game Developers Choice Awards      | Best Technology                                                                                        | Đề cử     | [ 43 ]        |
| 2020 | Game Developers Choice Awards      | Best Audio                                                                                             | Đề cử     | [ 43 ]        |
| 2020 | SXSW Gaming Awards                 | Excellence in Gameplay                                                                                 | Đề cử     | [ 44 ]        |
| 2020 | SXSW Gaming Awards                 | Excellence in Multiplayer                                                                              | Đề cử     | [ 44 ]        |
| 2020 | SXSW Gaming Awards                 | Excellence in SFX                                                                                      | Đề cử     | [ 44 ]        |
| 2020 | 16th British Academy Games Awards  | Animation                                                                                              | Đề cử     | [ 45 ]        |
| 2020 | 16th British Academy Games Awards  | Audio Achievement                                                                                      | Đề cử     | [ 45 ]        |
| 2020 | 16th British Academy Games Awards  | Multiplayer                                                                                            | Đề cử     | [ 45 ]        |
| 2020 | 16th British Academy Games Awards  | Performer in a Leading Role (Barry Sloane)                                                             | Đề cử     | [ 45 ]        |
| 2020 | 16th British Academy Games Awards  | Technical Achievement                                                                                  | Đề cử     | [ 45 ]        |
| 2020 | Famitsu Dengeki Game Awards 2019   | Best Shooter                                                                                           | Đề cử     | [ 46 ]        |
| 2020 | 18th Annual G.A.N.G. Awards        | Audio of the Year                                                                                      | Đề cử     | [ 47 ] [ 48 ] |
| 2020 | 18th Annual G.A.N.G. Awards        | Sound Design of the Year                                                                               | Đề cử     | [ 47 ] [ 48 ] |
| 2020 | 18th Annual G.A.N.G. Awards        | Best Dialogue                                                                                          | Đề cử     | [ 47 ] [ 48 ] |
| 2020 | 18th Annual G.A.N.G. Awards        | Best Game Audio Publication, Presentation, or Broadcast (Call of Duty: Modern Warfare - Infinity Ward) | Đề cử     | [ 47 ] [ 48 ] |
| 2020 | 18th Annual G.A.N.G. Awards        | Best Audio Mix                                                                                         | Đoạt giải | [ 47 ] [ 48 ] |
| 2020 | 2020 Webby Awards                  | Best Art Direction                                                                                     | Đề cử     | [ 49 ]        |
| 2020 | 2020 Webby Awards                  | Best Game Design                                                                                       | Đề cử     | [ 49 ]        |
| 2020 | 2020 Webby Awards                  | Multiplayer/Competitive Game                                                                           | Đề cử     | [ 49 ]        |
| 2020 | 2020 Webby Awards                  | Technical Achievement                                                                                  | Đề cử     | [ 49 ]        |
| 2020 | 2020 Golden Joystick Awards        | Esports Game of the Year                                                                               | Đoạt giải | [ 50 ]        |
| 2020 | The Game Awards 2020               | Best Esports Game                                                                                      | Đề cử     | [ 51 ]        |